# Blauschwarzer Eisvogel
Der Blauschwarze Eisvogel (Limenitis reducta) ist ein Schmetterling (Tagfalter) aus der Familie der Edelfalter (Nymphalidae).

## Merkmale

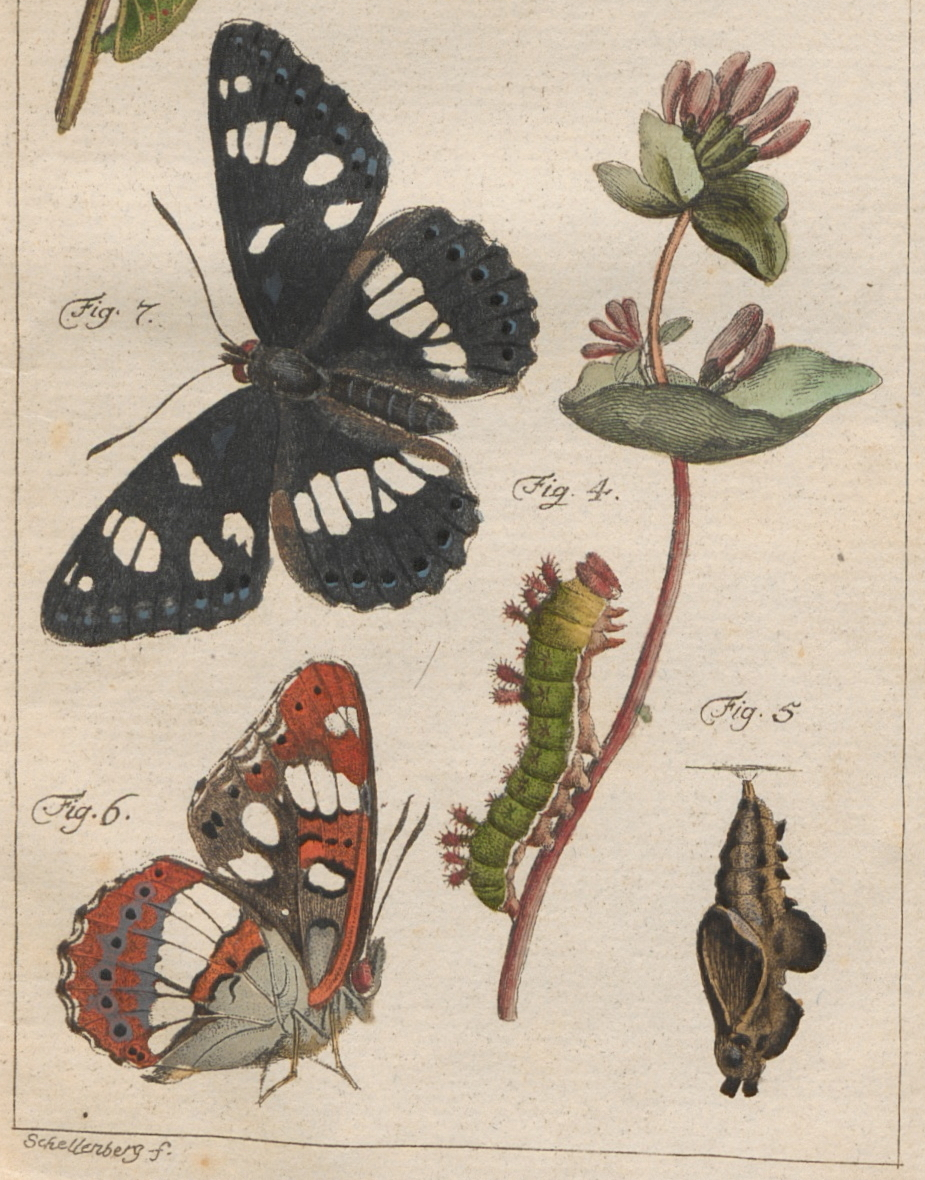
Raupe, Puppe und Schmetterling des Blauschwarzen Eisvogels (handkolorierte Radierung von Johann Rudolf Schellenberg, 1778)

Die Falter erreichen eine Flügelspannweite von 45 bis 50 Millimetern. Die Grundfärbung der Flügeloberseiten ist schwarz, im Gegensatz zum sehr ähnlichen Kleinen Eisvogel (Limenitis camilla) kann man aber einen Blauschimmer erkennen. Die Flügel  besitzen ebenfalls eine breite Binde aus weißen Flecken, die bei geöffneten Flügeln etwa einen nach vorne geöffneten Halbkreis über die beiden Flügelpaare bilden. Auf den Vorderflügeln besteht die Binde aber nur aus einigen weißen Flecken, die etwas schwächer als bei der ähnlichen Art ausgebildet sind. Ein weißer Fleck befindet sich etwas abseits zwischen Basal- und Diskalregion, nahe dem Flügelvorderrand, und entlang dem Außenrand beider Flügel verläuft eine Reihe kleiner blauer Flecken. Diese beiden Merkmale unterscheiden die Art vom Kleinen Eisvogel. Die Flügelunterseiten haben eine rostbraune Grundfarbe. Das Basalfeld der Hinterflügel ist ausgedehnt weiß gefärbt, in der Mitte der Flügel befindet sich eine breite, weiße Binde, die zwischen sich und dem Basalfeld einen schmalen rostbraunen Streifen einschließt. Am Innenrand lauft dieser spitz zu, da sich die beiden weißen Bereiche hier berühren. Zwischen Postdiskal- und Submarginalregion verläuft nur eine Reihe dunkler Punkte parallel zum Außenrand. Die Unterseite der Vorderflügel trägt entlang des Vorderrandes drei weiße Flecken, wobei der mittlere deutlich größer als die anderen beiden ist. Der Körper der Falter ist auf der Unterseite weiß, auf der Oberseite dunkel gefärbt.
Die Raupen werden etwa 27 Millimeter lang. Sie sind auf der Oberseite hellgrün bis mattgrün, auf der Unterseite rotbraun bis grauviolett gefärbt. Getrennt werden die Farbbereiche durch eine seitlich am Körper verlaufende weiße Linie. Auf dem Rücken finden sich zahlreiche, paarweise angeordnete Dornen. Sie sind braun gefärbt und unterschiedlich groß.

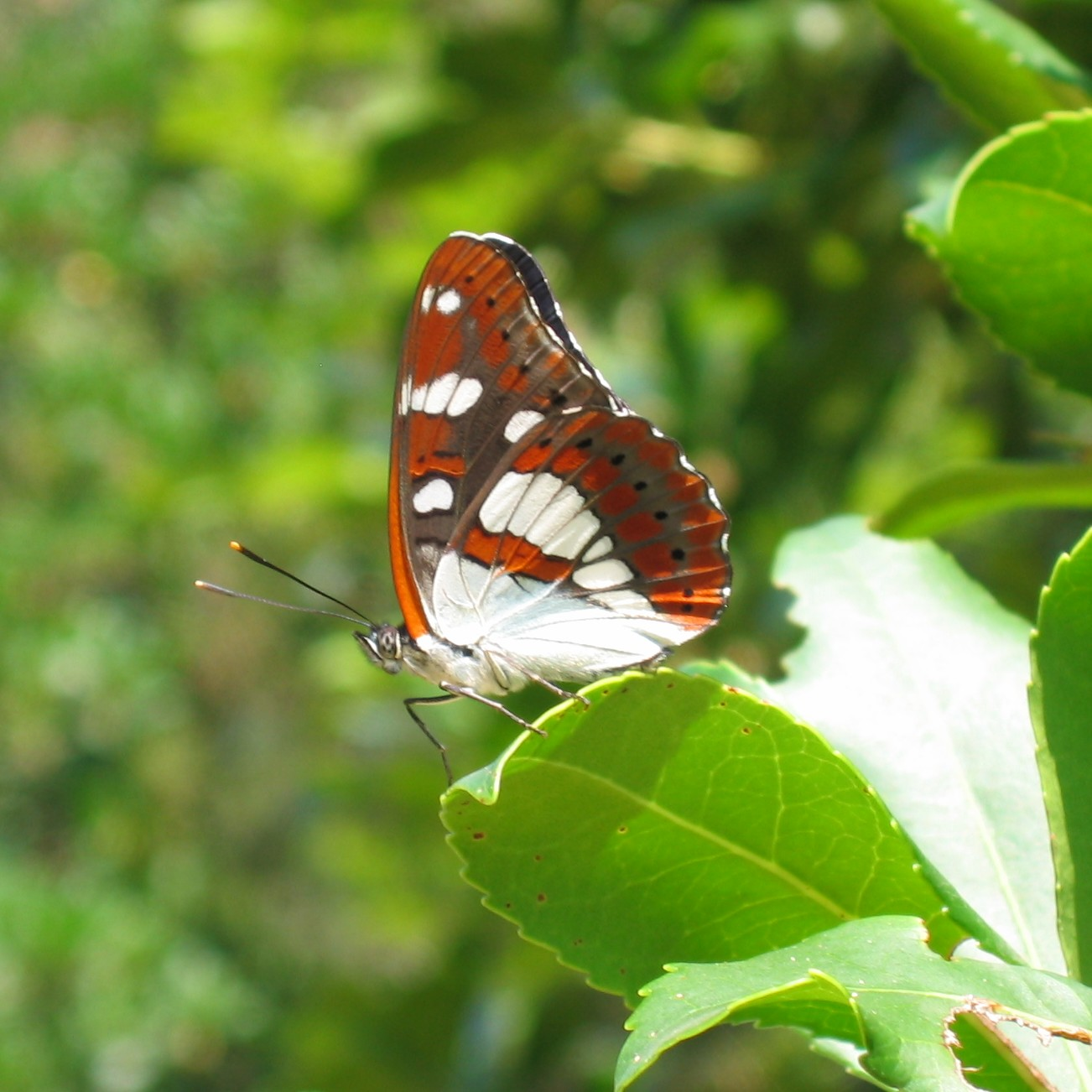
Flügelunterseiten
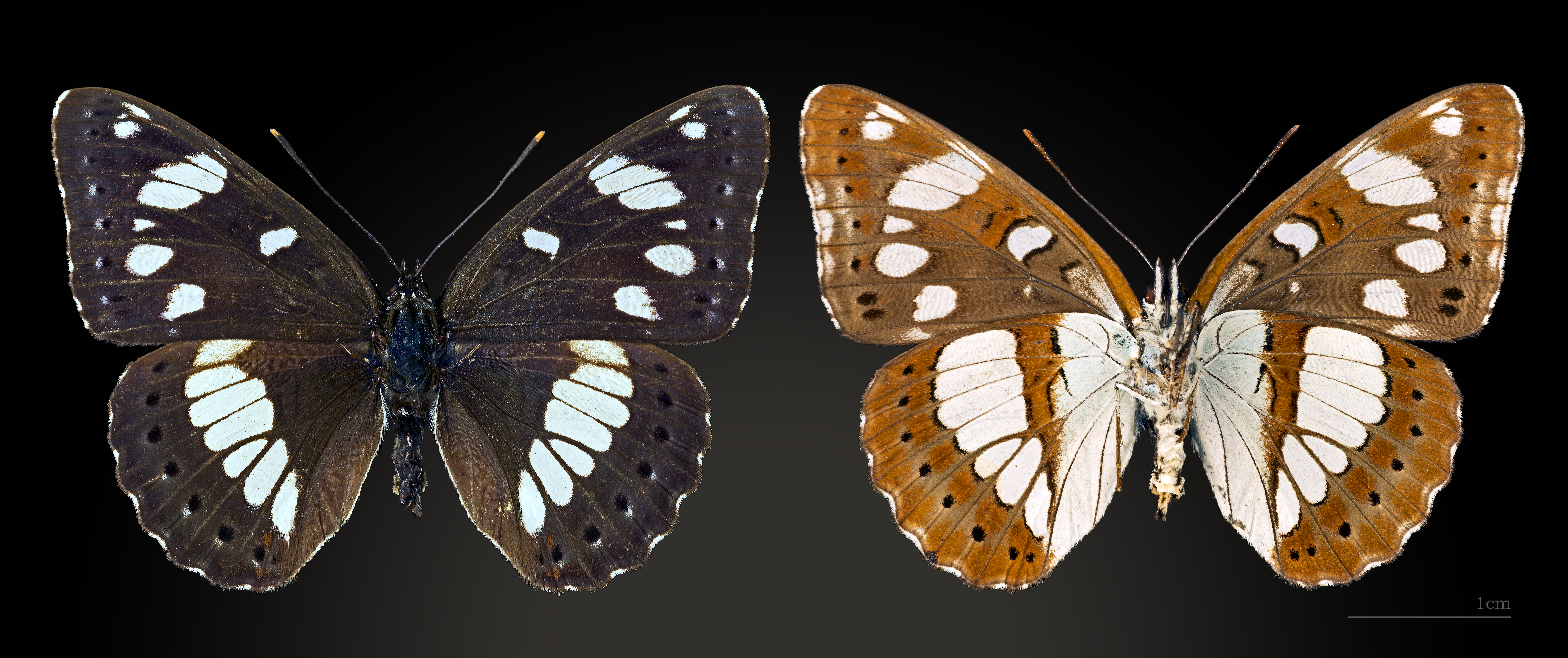
Blauschwarzer Eisvogel

### Ähnliche Arten
- Kleiner Eisvogel (Limenitis camilla)
- Schwarzer Trauerfalter (Neptis rivularis)

### Synonyme
- Limenitis anonyma Lewis, 1872[2]

## Vorkommen
Die Tiere kommen in Süd- und Mitteleuropa, der Türkei, dem Nahen Osten bis in den Westen des Iran und am Kaukasus vor. Es gibt auch ein Vorkommen in der Bretagne und der Normandie. Sie fehlen nördlich von Süddeutschland, auf den Balearen, Kreta und auf der Iberischen Halbinsel, außer in deren Norden. Sie kommen von Meeresniveau bis in eine Höhe von etwa 1.650 Metern vor. Die Art ist vom nördlichen Mittelmeergebiet bis in die Südalpen häufig, in Deutschland kommt sie selten vor. Die Falter leben an temperaturbegünstigten, sonnigen Waldrändern und -Lichtungen und an felsigen und grasbewachsenen Orten mit Strauchbewuchs.

## Lebensweise

### Flug- und Raupenzeiten
Der Falter fliegt im Norden des Verbreitungsgebietes in einer Generation von Mitte Juni bis Anfang August. Im Mittelmeerraum werden zwei Generationen gebildet, die von Mitte Mai bis Juni und von Mitte Juli bis August fliegen.

### Nahrung der Raupen
Die Raupen ernähren sich von verschiedenen Heckenkirschenarten (Lonicera), wie etwa von Roter Heckenkirsche (Lonicera xylosteum), Gartengeißblatt (Lonicera caprifolium), Waldgeißblatt (Lonicera periclymenum), Lonicera etrusca, Windendes Geißblatt (Lonicera implexa), Alpen-Heckenkirsche (Lonicera alpigena) und Lonicera nummulariifolia.

## Entwicklung
Die Weibchen legen ihre kugeligen und stacheligen Eier einzeln auf den Blattoberseiten der Raupenfutterpflanzen ab. Die Raupen haben nahezu die gleiche Lebensweise wie die des Kleinen Eisvogels und sind besonders in frühen Stadien schwer voneinander zu unterscheiden. Die des Blauschwarzen Eisvogels leben aber anstatt an beschatteten Pflanzen, immer an warmen, sonnigen Standorten. Die Raupen fressen zunächst die Blattspitze beidseits der Mittelrippe ab und sitzen in Fresspausen auf dieser. Die Rippe wird durch Kot sogar verlängert. Am Ende des Sommers baut die junge Raupe aus einem Blatt und Seide eine Tüte, das sogenannte Hibernarium, in dem die Überwinterung stattfindet. Die einfarbig graue Stürzpuppe trägt am Rücken einen und auf der Kopfseite zwei weitere charakteristische stummelförmige Fortsätze, ihr fehlen aber die metallischen Flecken, die die Puppe des Kleinen Eisvogels trägt.

## Gefährdung und Schutz
Der Blauschwarze Eisvogel steht in Deutschland auf der Roten Liste und wird als stark gefährdet (Kategorie 2) geführt.